# پل کسکک
پل کسکک مربوط به اواخر دوره قاجار است و در شهرستان تربت حیدریه، بخش جلگه رخ، دهستان میان رخ، جنوب روستای کامه واقع شده و این اثر در تاریخ ۱۸ اسفند ۱۳۸۷ با شمارهٔ ثبت ۲۴۹۸۹ به‌عنوان یکی از آثار ملی ایران به ثبت رسیده است.